# 古西涅市鎮
古西涅市鎮，是蒙特內哥羅的24個市镇之一，位於該國東北部，行政中心为古西涅，2011年人口4,027，波士尼亞克人和阿爾巴尼亞人分別佔居民四成。